# Kolonia Staszica

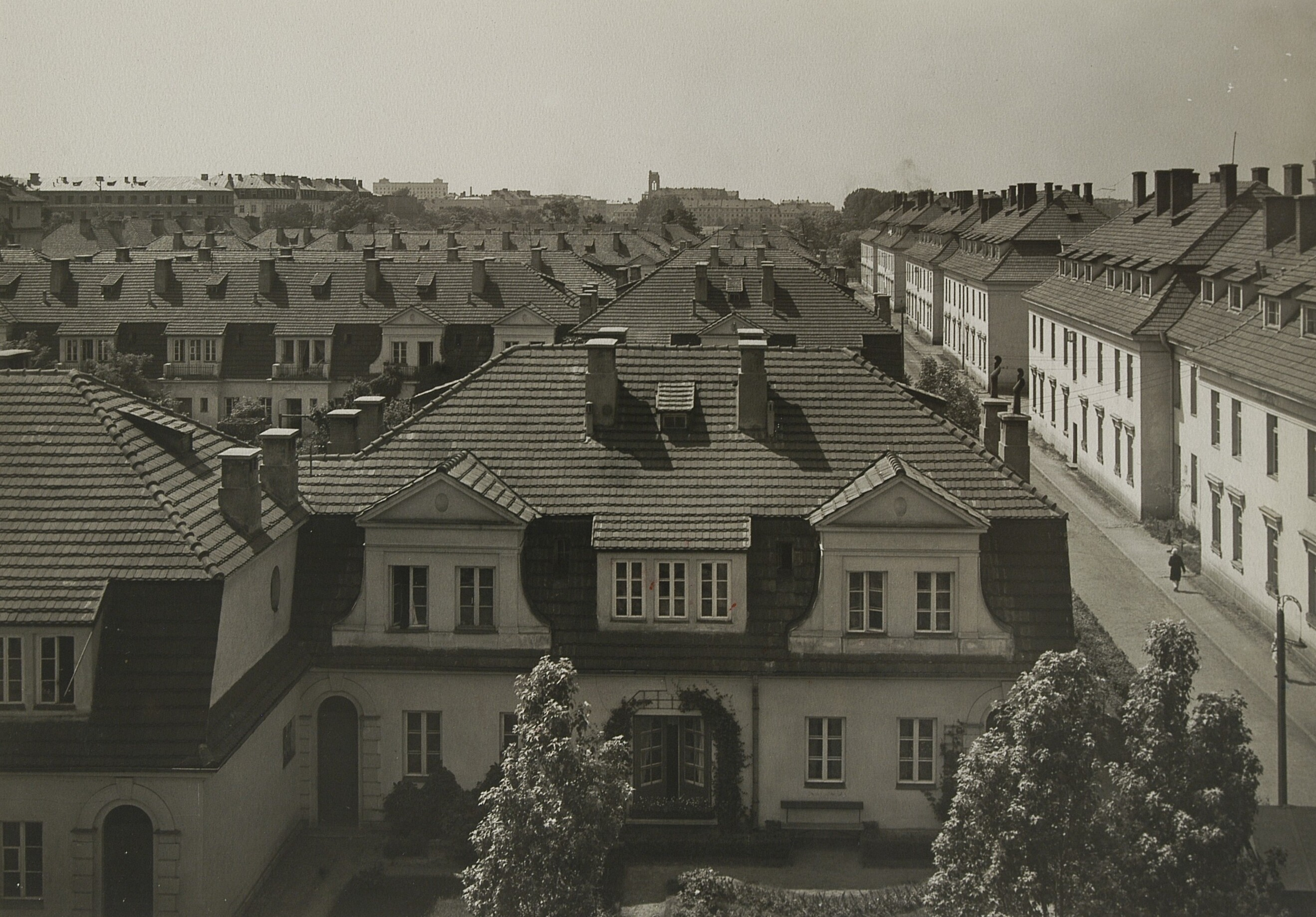
Kolonia Staszica w okresie międzywojennym

Kolonia Staszica – zabytkowe osiedle w dzielnicy Ochota w Warszawie, wybudowane w latach 1922–1926 według projektu Antoniego Dygata, Mariana Kontkiewicza, Adama Paprockiego i Józefa Referowskiego.
Kolonia składa się z ok. 100 willi z ogródkami oraz budynku wielopiętrowego przy ul. Filtrowej 30. Zajmuje obszar ograniczony ulicami: Wawelską (Trasą Łazienkowską), Sędziowską, Nowowiejską i Krzywickiego.

## Opis
Pierwszym chronologicznie elementem osiedla były trzy wielorodzinne, jednopiętrowe domy, wystawione wzdłuż ulicy Nowowiejskiej. Każdy z nich nakryty był wysokim dachem kryjącym dodatkową kondygnację. Architektura owych budynków odwoływała się do stylistyki doby baroku.
Pomiędzy domami w roku 1922, więc podczas budowy północnej części Kolonii, wytyczono przecznice ulicy Nowowiejskiej: Trybunalską, Referendarską i Sędziowską, wzdłuż których wystawiono parterowe, szeregowe domy z mansardowymi, ceramicznymi dachami. Każdy z nich poprzedzony był niewielkim ogródkiem od strony ulicy. W ten sposób powstało w sumie sześć zwartych pierzei: jedna wzdłuż ulicy Krzywickiego (wtedy Suchej), jedna wzdłuż ul. Sędziowskiej; obustronnie zabudowano ulice Trybunalską i Referendarską. Wolne przestrzenie pomiędzy budynkami wypełniły tereny zielone.
Również w roku 1922 wytyczono ulicę Langiewicza. Jej willowa zabudowa powstała w latach 1923–1924. Projektantami stojących tu domów byli Antoni Dygat (ojciec Stanisława Dygata), Konstanty Jakimowicz i Marian Kontkiewicz. Wybudowane tam domy nawiązywały swą formą do polskich dworów, łatwo więc odnaleźć typowe dla ich architektury elementy, takie jak kolumnowe portyki z trójkątnymi szczytami czy wysokie, kryte dachówką dachy.
Jako ostatni element kolonii powstała zabudowa w pierzei ulicy Filtrowej; w latach 1922–1924 zrealizowano zespół domków szeregowych Filtrowa 32-50, nieco później, w roku 1925, powstał kolejny szeregowiec Filtrowa 10-28, a także wybudowano wolnostojący dom wielorodzinny Filtrowa 30. Oba szeregowce zniszczone w latach okupacji 1939–1945, podczas powojennej odbudowy zostały miejscami oszpecone poprzez wprowadzenie niekorzystnych zmian w ich wyglądzie.
W sierpniu 1944 roku Kolonia Staszica była miejscem bezprecedensowych w historii Warszawy zbrodni i bestialstw dokonywanych przez oddziały Rosyjskiej Wyzwoleńczej Armii Ludowej (RONA) w dniach 4–25 sierpnia 1944 roku, posłane do tłumienia powstania warszawskiego. Wydarzenia te przeszły do historii pod nazwą pacyfikacji Ochoty.
W gminnej ewidencji zabytków obszar określany jako Kolonia Staszica jest szerszy i dzieli się na dwie części. Większa z nich (wpisana do ewidencji w 2012 pod numerem ewidencyjnym OCH05176) jest również ujęta od 1993 w rejestrze zabytków i obejmuje obszar między ulicą Łęczycką a aleją Niepodległości oraz ulicami Filtrową i Wawelską. Mniejsza, włączona do ewidencji później z numerem OCH05784, obejmuje północną pierzeję ulicy Filtrowej od ulicy Krzywickiego do ulicy Sędziowskiej.
W XXI w. do Spółdzielni Budowlano-Mieszkaniowej „Kolonia im. Staszica” należał blok przy ulicy Filtrowej 30.

## Mieszkańcy (m.in.)
- Antoni Dygat – architekt
- Stanisław Dygat – pisarz
- Julian Eberhardt – inżynier kolejnictwa; minister kolei żelaznych w rządzie Antoniego Ponikowskiego
- Karol Irzykowski – pisarz, krytyk
- Konstanty Jakimowicz – architekt
- Władysław Jaroszewicz – komisarz rządu na Warszawę
- Irena Krzywicka – pisarka, publicystka;
- Ludwik Krzywicki – socjolog i społecznik
- Jan Lorentowicz – krytyk teatralny, publicysta, prezes Polskiego Pen Clubu, członek Polskiej Akademii Literatury
- Witold Lutosławski – kompozytor
- Mariusz Maszyński – aktor, malarz
- Melchior Nestorowicz – inżynier drogowiec
- Mieczysław Rybczyński – hydrolog
- Zygmunt Słomiński – prezydent Warszawy
- Mieczysław Smolarski – pisarz
- Henryk Strasburger – ekonomista i polityk
- Antoni Wieniawski – samorządowiec
- Stanisław Wojciechowski – prezydent RP